# (4788) Simpson
(4788) Simpson ist ein Asteroid des Hauptgürtels, der am 4. Oktober 1986 vom US-amerikanischen Astronomen Edward L. G. Bowell an der Anderson Mesa Station (IAU-Code 688) des Lowell-Observatoriums in Coconino County entdeckt wurde.
Der Asteroid wurde 1991 nach dem britischen Komponisten und Musikschriftsteller Robert Simpson (1921–1997) benannt, dessen Sinfonien und Streichquartette von Anton Bruckner, Carl Nielsen und Jean Sibelius beeinflusst sind.